# Costanza Segre Montel
Costanza Segre Montel (Torino, 11 novembre 1938 – Torino, 21 luglio 2016) è stata una storica dell'arte italiana.
Fu professoressa ordinaria di Storia dell'arte medievale all'Università di Torino, dove insegnò Storia della Miniatura dal 1983 al 1998 e Storia dell'arte medievale dal 1997 al 2011, oltre a Storia della Miniatura all'Università di Vercelli tra 1990 e 1995. Studiò principalmente la miniatura e la pittura murale romanica nell'Italia settentrionale.
Importanti furono i suoi contributi allo studio del ciclo degli affreschi della cappella di S. Eldrado nell'abbazia di Novalesa, oggetto della sua tesi (relatore Aldo Bertini) e di successive pubblicazioni. Particolarmente impegnativa ed innovativa fu la sua schedatura dei manoscritti miniati conservati alla Biblioteca Nazionale di Torino, scampati all'incendio del 1904, studiati anche in relazione agli scriptoria ed alle biblioteche monastiche di provenienza. In questo ambito si occupò di ricostruire i percorsi di dispersione di antiche biblioteche, come quelle di Novalesa, San Michele della Chiusa, Montebenedetto, Sant'Antonio di Ranverso, Testona, Staffarda, S. Andrea di Vercelli. Studiò inoltre i cicli frammentari di affreschi romanici rinvenuti nell'ex refettorio dell'abbazia di Nonantola, nei sottotetti della Cattedrale e dellacollegiata di S. Orso ad Aosta, a San Michele di Oleggio, e nell'attuale chiesa parrocchiale di San Mauro (Torino), residuo dell'antica abbazia della Pulcherada.
Tra i suoi scritti in opere enciclopediche, le voci Pittura del Duecento in Piemonte, Pittura del Duecento in Lombardia nelle opere La pittura in Italia. Le origini (1985) e La Pittura in Italia. Il Duecento e il Trecento (1986), a cura di Enrico Castelnuovo e Giuseppe Sergi; L'arte nella Torino medievale, nella Storia illustrata di Torino, a cura di Valerio Castronovo (1992); le voci Novalesa e Oleggio nell'Enciclopedia dell’arte medievale (1997); le voci Pittura, Miniatura, Mosaico pavimentale in Arti e tecniche del medioevo, a cura di Fabrizio Crivello (2006).
La sua conoscenza del fondo manoscritto dell'Archivio Capitolare di Torino, da lei studiato negli anni '60, contribuì al ritrovamento di fogli miniati rubati e rivenduti all'asta, reso pubblico nel 2013.

## Opere scelte
- Gli affreschi della cappella di S. Eldrado alla Novalesa, in «Bollettino d’arte», serie IV, XLIX (1964), I, pp. 21–40.
- I manoscritti e i libri a stampa dell'Archivio Capitolare di Torino, I, in «Bollettino della Società Piemontese di Archeologia e Belle Arti», nuova serie, XVIII (1964), pp. 27–34.
- I manoscritti e i libri a stampa dell'Archivio Capitolare di Torino, II, in «Bollettino della Società Piemontese di Archeologia e Belle Arti», nuova serie, XX (1966), pp. 78–102.
- Antiche biblioteche e codici miniati in valle di Susa, in Valle di Susa. Arte e storia dall’XI al XVIII secolo, catalogo della mostra (Torino, 12 marzo-8 maggio 1977), a cura di G. Romano, Torino 1977, pp. 215– 251.
- I manoscritti miniati della Biblioteca Nazionale di Torino, I, I manoscritti latini dal VII alla metà del XIII secolo, I-II, Torino 1980.
- Un ciclo medievale inedito in Valle di Susa: gli affreschi della cripta della parrocchiale di Celle, in «Bollettino storico-bibliografico Subalpino», LXXIX (1981), 1, pp. 67–106.
- C. Segre Montel, F. Zuliani, La pittura nell’abbazia di Nonantola. Un refettorio affrescato di età romanica, Nonantola 1991 (Collana di studi e ricerche, Saggi, I).
- Committenza e programma iconografico nei due cicli pittorici di S. Orso e della cattedrale di Aosta, in Medioevo Aostano. La pittura intorno all’anno Mille in cattedrale e in S. Orso, Atti del convegno internazionale (Aosta, 15-16 maggio 1992) , raccolti da S. Barberi, Torino 2000, I, pp. 137–183.
- Marginalia e drôleries. Un mondo parallelo nei margini dei manoscritti, in Ars illuminandi. L’illustrazione libraria in Occidente dal V al XV secolo, a cura di E. Castelnuovo, Istituto della Enciclopedia Italiana Treccani, Roma 2009, pp. 63–70.